# Euroval
Eurovaloraciones, S.A. (Euroval), es una sociedad de tasación y valoración española especializada en la tasación inmobiliaria y en la valoración de bienes, activos, derechos y empresas.
Cuenta con una estructura operativa formada por 140 personas dentro de las diferentes áreas directivas y organizativas, que dan soporte a 500 tasadores distribuidos entre España y Portugal, que realizan encargos de tasación, valoración, asesoramiento y peritaje bajo estándares nacionales e internacionales.

## Historia
Fundada en Alicante en octubre de 1990, está homologada desde ese mismo año por el Banco de España, inscrita en el Registro Oficial de Entidades Especializadas en Tasación con el código 4388, y desde el 2004 en el Registro de Sociedades de Tasación en la Comisión Nacional del Mercado de Valores (CNMV), con el número 7.

## Estructura
El grupo operativo de Euroval está formado por Eurovaloraciones, S.A. como sociedad principal e incluye el Instituto de Análisis Inmobiliario S.L.U., especializado en la investigación y desarrollo de modelos matemático-estadísticos y sistemas de información, destinados al análisis, seguimiento y proyección de la información inmobiliaria. El Instituto de Análisis Inmobiliario elabora periódicamente el Informe de Coyuntura Inmobiliaria (InmoCoyuntura), informes sobre los mercados de la vivienda provinciales y otros informes relacionados con el sector.
Mantiene la actividad internacional a través de alianzas profesionales con empresas de Alemania, Portugal, Argentina, Brasil, Chile, Francia, Marruecos, México, Paraguay, Reino Unido, Rumanía, Suiza y Estados Unidos.

## Asociaciones y sociedades
Euroval es miembro de la Asociación Española de Análisis de Valor AEV desde su constitución en 2012 y actualmente forma parte de su Comisión Técnica y Estadística.  A través de nuestra asociación profesional AEV también somos miembros de the International Valuation Standards Council (IVSC), the European Mortgage Federation (EMF), the International Ethics Standards Coalition (IESC), the International Property Measurement Standards Coalition (IPMSC) y de la Asociación Hipotecaria Española (AHE).
Pertenece a The European Group of Valuators Association (TEGOVA), Asociación Española de Contabilidad y Administración de Empresas (AECA), Club Financiero Génova, Círculo de Economía de Alicante, Fundación Empresa Universidad (FUNDEUN), FUNDESEM Escuela de negocios, Instituto de Estudios Económicos de la Provincia de Alicante INECA.

## Servicios
Euroval ofrece servicios de tasación inmobiliaria e hipotecaria, valoración en línea, valoraciones bajo estándares internacionales (RICS/EVS/IVSC), diferentes tipos de valoraciones mercantiles, de empresas y valoración masiva de inmuebles (AVM), entre otros.
Entre los clientes de Euroval se encuentran entidades financieras (bancos, cajas de ahorro), organismos oficiales, consultoras y auditoras, entidades aseguradoras, promotoras, constructoras, registros mercantiles, explotaciones económicas, empresas y particulares.